# Квартал (единица измерения)
Кварта́л (от нем. quartal < лат. quārtā — четверть, четвёртая часть) — единица измерения времени, равная трём месяцам, ½ полугодия или ¼ года.
Кварталы года имеют разную продолжительность в днях. Номер квартала в России обычно обозначается римскими цифрами (I, II, III и IV), в США — при помощи заглавной буквы Q и номера квартала (Q1, Q2, Q3 и Q4).
Единица используется в основном для целей бухгалтерского учёта и экономической статистики.

## Обозначения
Согласно Общероссийскому классификатору единиц измерения (ОКЕИ):
| Наименование единицы измерения | Код ОКЕИ | Национальное условное обозначение | Международное условное обозначение | Национальное кодовое буквенное обозначение | Международное кодовое буквенное обозначение |
| ------------------------------ | -------- | --------------------------------- | ---------------------------------- | ------------------------------------------ | ------------------------------------------- |
| Квартал                        | 364      | кварт                             | —                                  | КВАРТ                                      | QAN                                         |

## Продолжительность кварталов
Кварталы могут использоваться для разделения отчётного года на 4 части. Для случаев, когда отчётный (хозяйственный) год совпадает с календарным:
| Квартал | Полугодие | Месяцы                   | Дата начала | Дата окончания | Количество календарных дней   |
| ------- | --------- | ------------------------ | ----------- | -------------- | ----------------------------- |
| I       | 1-е       | январь, февраль, март    | 1 января    | 31 марта       | 90 (или 91 в високосные годы) |
| II      | 1-е       | апрель, май, июнь        | 1 апреля    | 30 июня        | 91                            |
| III     | 2-е       | июль, август, сентябрь   | 1 июля      | 30 сентября    | 92                            |
| IV      | 2-е       | октябрь, ноябрь, декабрь | 1 октября   | 31 декабря     | 92                            |

В СССР в определённых отраслях народного хозяйства хозяйственный год не совпадал с календарным и начинался с 1 октября. Соответственно, первым кварталом являлся период «октябрь — декабрь», вторым — «январь — март» и т. д.

## Интересные факты
- Из-за разного количества дней в месяцах число дней в кварталах варьируется от 90 до 92, что неудобно для учёта и экономического анализа. В ряде проектов стабильного календаря эта проблема решена. Так, например, в календаре Армелина и в Симметричном календаре год делится на четыре квартала ровно по 91 дню, а в календаре Гильбурда каждый из четырёх кварталов состоит из 90 дней.